# Dmytro Ihnatenko (hokeista)
Dmytro Andrijowycz Ihnatenko, ukr. Дмитро Андрійович Ігнатенко (ur. 27 lutego 1994 w Kijowie) – ukraiński hokeista, reprezentant Ukrainy.

## Kariera
- Biłyj Bars Browary (2009-2012)
- Biłyj Bars Biała Cerkiew (2012-2013)
- Mołoda Hwardija Donieck (2013-2014)
- Sachalinskie Akuły Jużnosachalińsk (2014)
- HK Czełny (2014-2015)
- Donbas Donieck (2015-2016)
- HK Krzemieńczuk (2016-2017)
- Jertys Pawłodar (2017)
- Donbas Donieck (2017-2021)
- Altajir Drużkiwka (2021-2022)
- KH Energa Toruń (2022)
- HK Krzemieńczuk (2022-)

W młodości grał w zespole Biłyj Bars, wpierw w mieście Browary, potem w Białej Cerkwi. Następnie od 2013 do 2015 przez dwa sezony występował w rosyjskich rozgrywkach juniorskich MHL, wpierw w barwach ukraińskiego zespołu z Doniecka, potem w dwóch rosyjskich. Od 2015 był głównie zawodnikiem w lidze ukraińskiej. W sierpniu 2022 ogłoszono jego transfer do KH Energa Toruń w Polskiej Hokej Lidze. Na początku października 2022 ogłoszono jego zwolnienie. Wkrótce potem ponownie trafił do Krzemieńczuka.
W barwach juniorskich reprezentacji Ukrainy uczestniczył w turniejach mistrzostw świata juniorów do lat 18 edycji 2012 (Dywizja IB), mistrzostw świata juniorów do lat 20 edycji 2012 (Dywizja IIA), 2013, 2014 (Dywizja IB). W kadrze seniorskiej uczestniczył w turniejach mistrzostw świata edycji 2017 (Dywizja IA), 2018 (Dywizja IB).

## Sukcesy
Reprezentacyjne
- Awans do Dywizji IB mistrzostw świata do lat 20: 2012

Klubowe
- Złoty medal mistrzostw Ukrainy: 2016, 2018, 2019, 2021 z Donbasem Donieck
- Srebrny medal mistrzostw Ukrainy: 2017, 2023 z HK Krzemieńczuk, 2020 z Donbasem Donieck

Indywidualne
- Ukraińska Hokejowa Liga (2018/2019): najlepszy obrońca sezonu[4]